# Río Las Delicias
El Río Las Delícias es una corriente de agua perpetua situada en la parroquia Las Delicias del estado Aragua. La parroquia fue nombrada en honor a este río, el cual se forma en el parque nacional Henri Pittier y desemboca al Este del Lago de Valencia en las coordenadas geográficas  10°10'38" Norte y -67º 36' 14" Oeste, del cual es uno de los principales tributarios. 

## Ubicación
En su recorrido, el Río Las Delicias cruza en un valle formado entre el cerro Las Delicias y la fila Cola de Caballo por el Este. En su recorrido sirve de atractivo al este de la zona El Castaño y Planta Vieja en el pico Palmarito. A este nivel, cabe destacar, que la carretera Maracay-Choroní, al norte de la avenida Las Delicias recorre las orillas del río Las Delicias. El río luego cruza hasta el Este de la parroquia Las Delicias recorriendo la Pedrera, la Cooperativa, los Olivos y otras zonas recidenciales. A este nivel el río, localmente conocido como "Madre Vieja" esta considerablemente contaminado por la continua afluencia de cloacas y canales urbanos.

## Geografía
El río Las Delicias y su cuenca constituyen la clásica geografía de la Serranía del Litoral venezolano. El flujo es continuo y especialmente torrencial durante las épocas cuando se producen lluvias orográficas. Lo rodean formación de bosques nublados en la zona del Parque Nacional Henri Pittier. Los relieves de sus colinas son abruptos y quebrados con pendientes superiores al 40% clásicos de la cordillera de la costa.

## Población urbana
El curso del río Las Delicias viaja por la ciudad de Maracay, brodeando una población aproximada de 28.000 habitantes asentados a sus orillas.

### Inundaciones
El río Las Delicias está separada del río El Limón por tan solo 12 km aproximadamente. Ambos ríos han producido fuertes desbordamientos ocasionando daños a las viviendas más próximas a sus riveras. En especial es notorio el desbordamiento y la consecuente inundación que causaron la Tragedia de El Limón en 1987.

## Incendios forestales
El valle del río Las Delicias produce cerros y colinas en la zona de El Castaño que constituyen las zonas de mayor riesgo de incendios forestales al norte de la ciudad de Maracay. En principal riesgo son las regiones de la planicie alrededor del cortafuego ubicado frente al Hotel de Golf Maracay y el inicio de la carretera Maracay-Choroní.